# ニュー・バーレスク

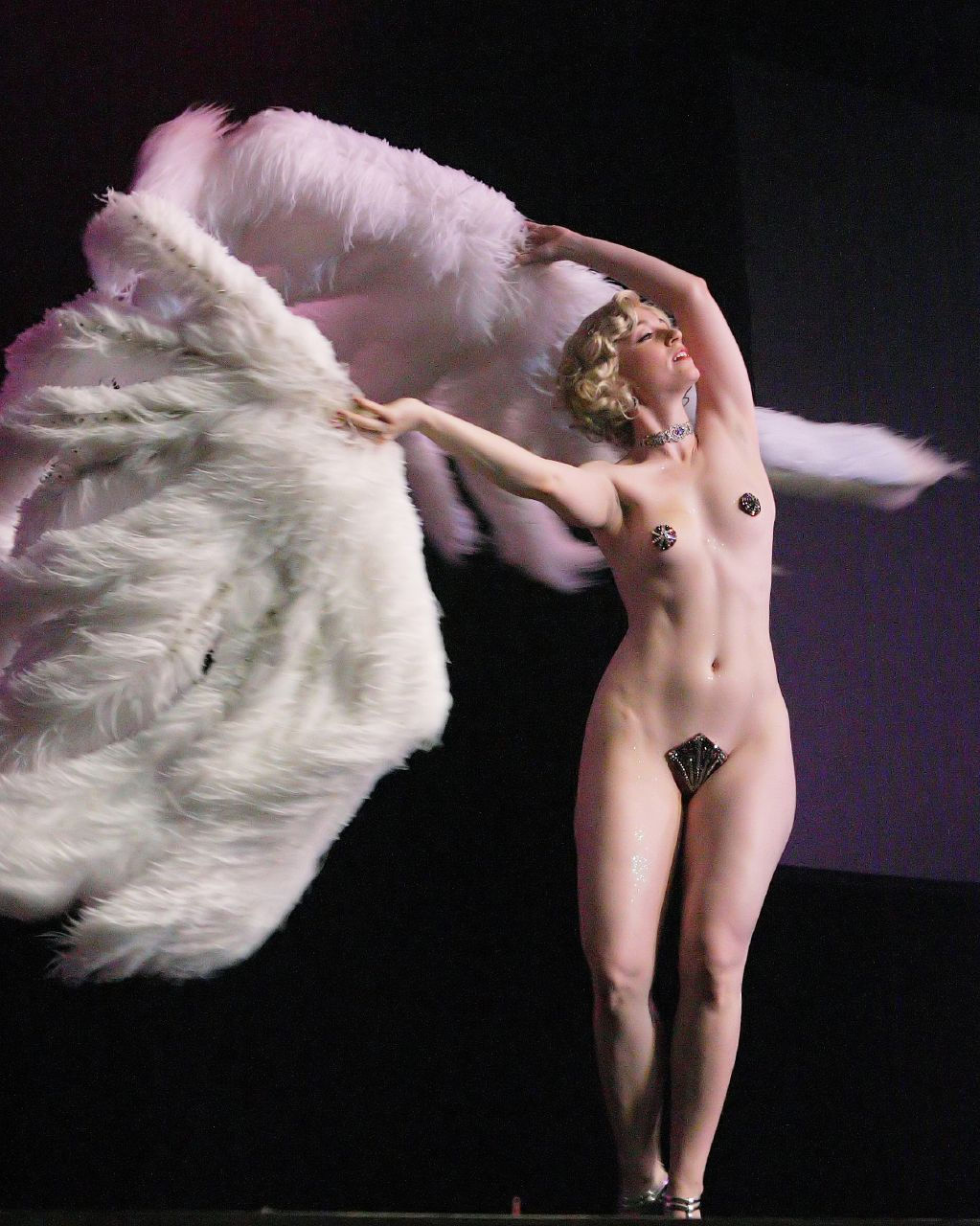
2005年のミス・エキゾティック・ワールド優勝者であるミシェル・ラムールがファンダンスをする様子(2007年)。

ニュー・バーレスク(英語: New Burlesque)あるいはネオ・バーレスク(英語: Neo-Burlesque)は、伝統的なアメリカ合衆国のバーレスクをリバイバル及びアップデートしたパフォーマンスである。伝統的なバーレスクの芸能にもとづいているものの、この新しい形式には幅広いスタイルのパフォーマンスが含まれる。ニュー・バーレスクには、古典的なストリップティーズからモダンダンス、演劇的な寸劇、喜劇的な大騒ぎをする演目までさまざまなものがある。

## バーレスクの歴史

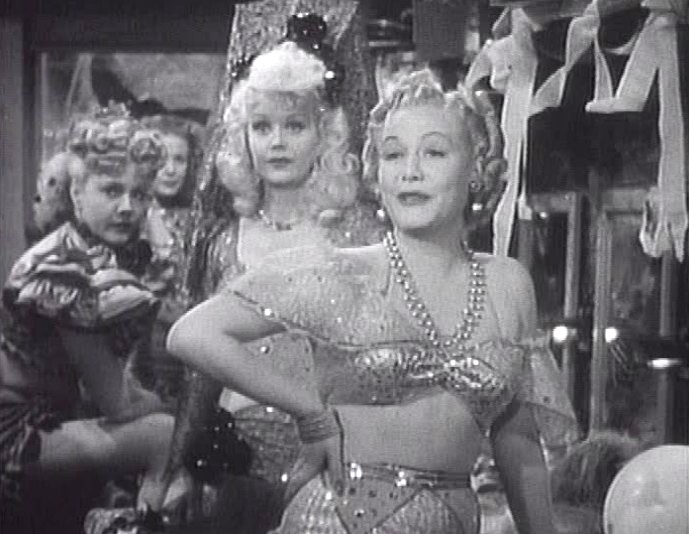
映画『バーレスクの貴婦人』に出演しているマリオン・マーティンとグロリア・ディクソン。

1860年末にリディア・トンプソンとブリティッシュ・ブロンズ一座がイギリスからアメリカに持ち込んだヴィクトリア朝のバーレスクはセンセーションを巻き起こした。ブリティッシュ・ブロンズ一座は伝統的な舞台の演目をパロディ化し、当時としては露出度が高いと考えられていた衣装で男役を演じる女性たちを売り物にしていた。
アメリカのバーレスクはすぐにミュージックホール、ミンストレル・ショー、ストリップティーズ、コメディ、キャバレーなどのスタイルを吸収した。結果的にバーレスクは1920年代から30年代のフォリーズ(フローレンツ・ジーグフェルド・ジュニアなどが行っていた派手なレビューショー)から40年代、50年代のガーリー・ショーへと発展し、最終的には現代のストリップクラブに道を譲ることとなった。バーレスクにおけるストリップティーズの要素は地域ごとにさまざまな取り締まりをうけるようになり、このため検閲に抵触せずに性的なくすぐりをする舞台演芸としての形式ができあがるようになった。
1930年代末期までに、社会的取り締まりによって徐々にバーレスクショーは衰退していった。ショーの形式も、お色気満載のアンサンブルヴァラエティショーから、主にストリップティーズを中心とする単純なパフォーマンスに徐々に変わっていった。ニューヨークではフィオレロ・ラガーディア市長がバーレスクを取り締まり、1940年代初めまでには、実質的にバーレスクビジネスの営業はできなくなってしまった。バーレスクはアメリカ合衆国の他の地域ではまだ残っていたが、どんどん顧みられないようになり、 劇場や映画館で裸がふつうに見られるようになった1970年代までには、アメリカのバーレスクは「最終的にみすぼらしい終焉に」向かうこととなった。
興隆期のみではなく、衰退期以降においても、映画でアメリカのバーレスクのスピリットを伝えようとする試みはあった。たとえば『妾は天使ぢゃない』(1933)ではメイ・ウエストがバーレスクショーを行った。1943年の映画『バーレスクの貴婦人』(Lady of Burlesque)はバーレスクパフォーマーたちの舞台裏の暮らしを描いている。ピンナップガールのベティ・ペイジは映画『ストリッポラマ』(Striporama, 1953)の一番有名な呼び物だった。こうした映画では、女性たちは露出度の高い服装をしていたが、全裸は一切なかった。映画The Night They Raided Minsky's (1968)は、アメリカの古典的なバーレスクを楽しく再現するような内容だった。

## リバイバル

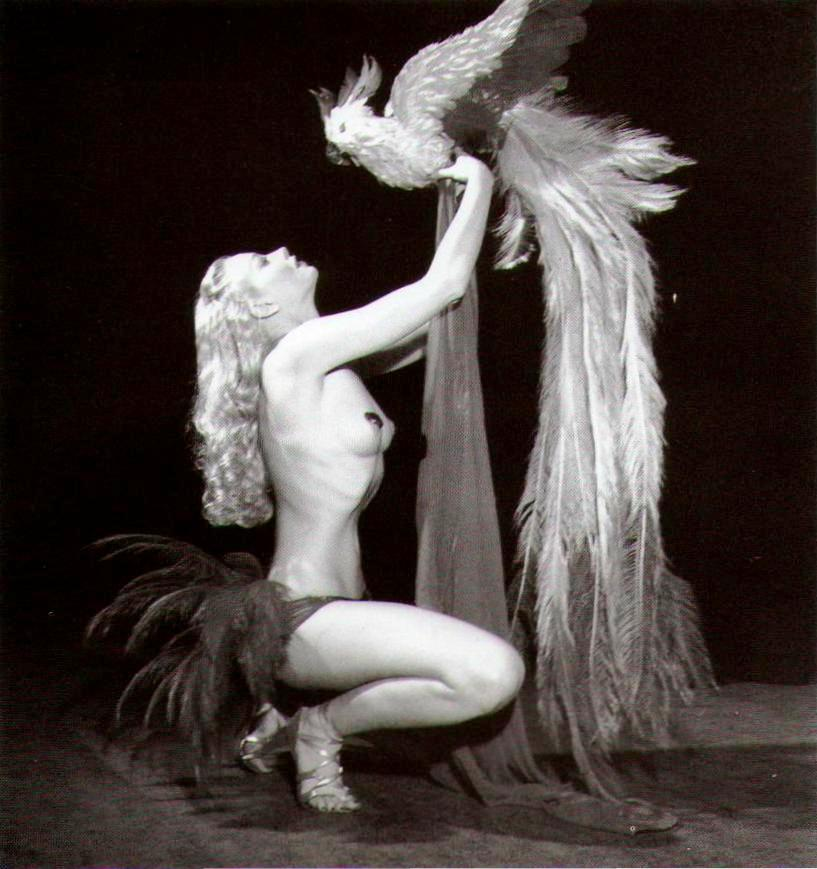
リリ・セイント・シアのようなアーティストがバーレスク・ムーブメントのリバイバルに大きな影響を与えている。

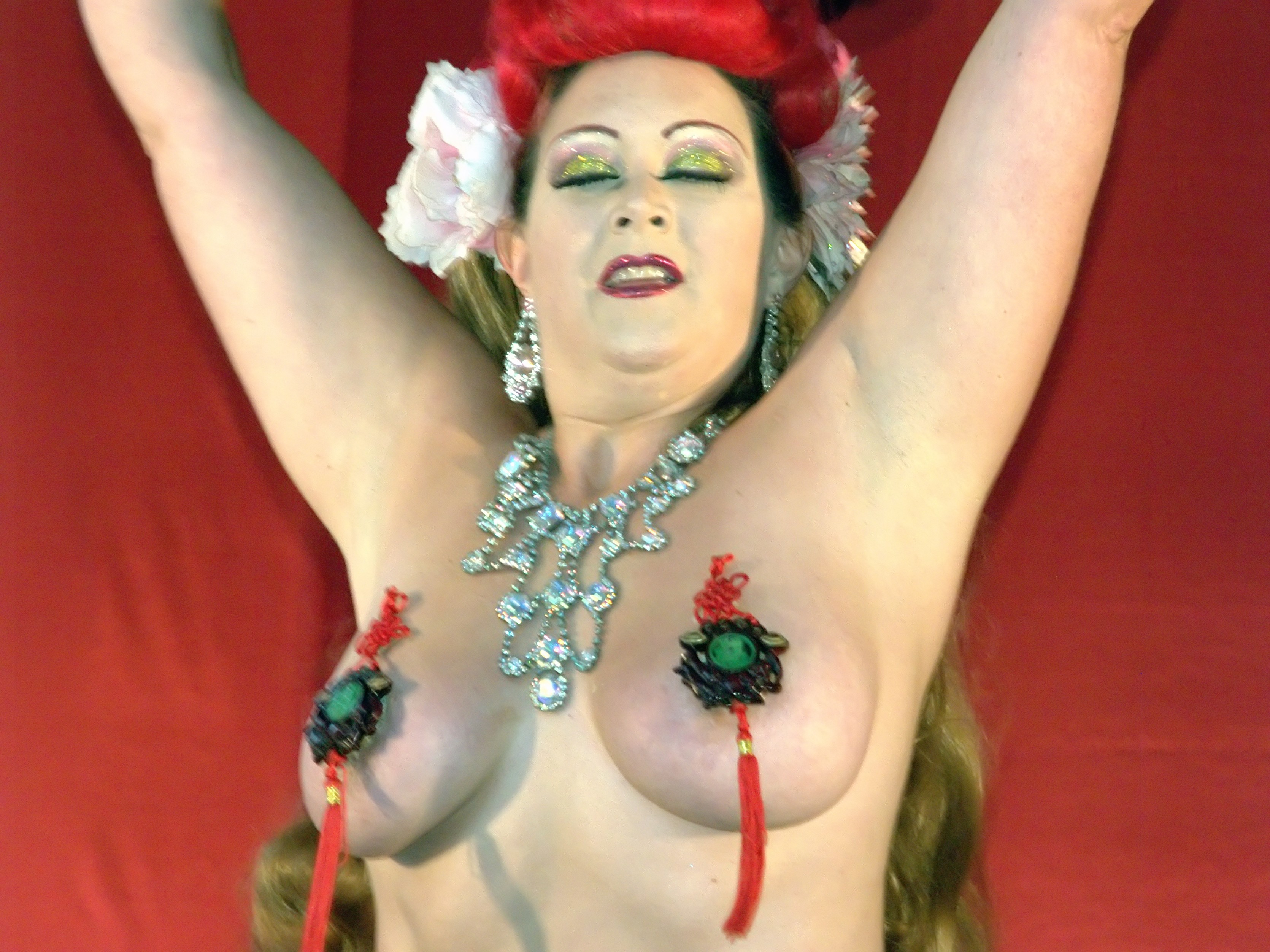
2009年、ニューヨークのハウル・フェスティバルでのダーティ・マティーニ。

かつてのスペクタクルとグラマーを懐かしむ新しい世代により、バーレスクが復興された。1994年、キャバレーのブルー・エンジェルにて、ニューヨーク市内で初めてニュー・バーレスクのショーが行われたと言われている。ブルー・エンジェルから分かれたル・スキャンダル・キャバレーは2001年に創立され、2017年10月現在もニューヨークで営業している。このリバイバルについては、1990年代半ばにビリー・マドリー(「シネマ」及びトニー・マランドの「ダッチ・ヴァイスマンズ・フォリー」レビューに参加)などがニューヨークで始めた一方、全く別にロサンゼルスでミシェル・カーによるバーレスク集団「ヴェルヴェット・ハンマー・バーレスク」が始めたと考えられている。さらにアメリカ合衆国全体で多くのパフォーマーがそれぞれバーレスクの要素をショーに取り入れるようになっていった。こうしたプロダクションはとりわけサリー・ランド、テンペスト・ストーム、ジプシー・ローズ・リー、ディクシー・エヴァンズ、リリ・セイント・シアのようなアーティストのショーに影響を受けており、長じて自身が新しい世代のパフォーマーに影響を与えるようになった。
現代のバーレスクはさまざまな形をとるショーであるが、しばしば過去のバーレスクレジェンドをひとり以上再現したり顕彰したりするという共通点がある。ショーはスタイルを重視し、性的というよりはセクシーさを目指す傾向がある。典型的なバーレスクはふつうストリップティーズを含み、この他ぜいたくでキラキラしたコスチュームや艶笑ユーモアも多く見られ、さらにキャバレー、サーカス、エアリアルシルクなどを含むこともある。官能性、パフォーマンス、ユーモアのバランスをとることが重要視されている。プロのストリッパーと異なり、バーレスクパフォーマーは楽しみのためにパフォーマンスを行い、コスチューム、リハーサル、小道具に謝礼よりも高い金額を費やすなどとも言われている。パフォーマーは今でもペイスティやGストリング、マーキン(陰部のかつら)までストリップすることが多いが、目的は男性に性的な楽しみを与えることだけではなく、パフォーマー自身が自己表現を行い、さらに観客の女性をそのパフォーマーの身になりかわったような気分にさせ、自己表現を楽しませることが含まれるようになっている 。コンセプトから衣装作りまで、DIY的な側面が非常に顕著である。さらにストリップティーズが性的対象化や性的指向に関する固定観念など、社会的なタブーに挑戦するために使われることもある。
バーレスクリバイバルは酒類の販売免許や猥褻規制法と衝突することでも知られており、このため言論の自由(アメリカ合衆国憲法における「象徴的意思表示」)にかかわる問題であるとして訴訟が行われ、認められたこともある。さらにこの問題は新たなバーレスクパフォーマンスにより、諷刺の対象となった。

### リバイバル後のバーレスク

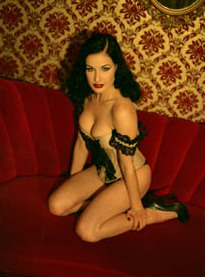
著名なバーレスクアーティスト、ディタ・フォン・ティース。

その後、世界中でバーレスクパフォーマーが活動するようになり、多くの国でショーやフェスティバルが行われるようになった。今日ではアメリカ合衆国(とくに東海岸及び西海岸に非常に大きなコミュニティがある)、カナダ、イギリス、オーストラリア、ニュージーランド、フランス、ドイツ、チェコなどの東欧地域、日本などでバーレスクリバイバルが行われている。ラスベガスで毎年開かれているミス・エキゾティック・ワールドなどのフェスティバルは大規模なコンヴェンションである。

## ボーイレスク
ニュー・バーレスクで男性の身体を持つパフォーマーが演じるショーはボーイレスクと呼ばれている。ボーイレスクが導入されたことにより、ニュー・バーレスクはそれ以前の女性の身体のみが登場するバーレスクと非常に異なるものになった。かつてのバーレスクにおいては、ドラァグクイーン(女性の身体を模す男性によるパフォーマンス)のショーは存在したが、直接的に男性性と向き合うようなものは見られなかった。